# فرودگاه بین‌المللی ریچموند
 فرودگاه بین‌المللی ریچموند (به انگلیسی: Richmond International Airport) یک فرودگاه همگانی بهره‌برداری هوایی (۲۰۰۹) با کد یاتا RIC است که یک باند فرود آسفالت دارد و طول باند آن ۲۷۴۴ متر است. این فرودگاه در شهر ریچموند، ویرجینیا کشور ایالات متحده آمریکا قرار دارد و در ارتفاع ۵۰٫۹ متری از سطح دریا واقع شده است.

## شرکت‌های هواپیمایی و مقصدهای پروازی
| شرکت‌های هواپیمایی                  | مقصدهای پروازی |
| ---------------------------------- | -------------- |
| ترکیش ایرلاینز                     | آتاترک         |
| ترکیش ایرلاینز اجرا توسط آنادولوجت | اسن‌بوغا        |